# Asystasia hedbergii
Asystasia hedbergii là một loài thực vật có hoa trong họ Ô rô. Loài này được Ensermu mô tả khoa học đầu tiên năm 1993.